# Amt Beetzsee
Das Amt Beetzsee mit Sitz in der Gemeinde Beetzsee ist ein Amt im Landkreis Potsdam-Mittelmark (Brandenburg), in dem fünf Gemeinden zu einem Verwaltungsverbund zusammengeschlossen sind. Es wurde 1992 gebildet und umfasste zunächst 15 Gemeinden im damaligen Landkreis Brandenburg.

## Geographie

### Lage
Das Amt liegt im Norden des Landkreises Potsdam-Mittelmark und grenzt im Westen an die Gemeinden Milower Land und Premnitz, im Norden an den Landkreis Havelland, im Osten an die Gemeinde Groß Kreutz (Havel) sowie im Süden an die Stadt Brandenburg an der Havel.

### Naturdenkmale
Siehe Liste der Naturdenkmale im Amt Beetzsee

## Gemeinden und Ortsteile
Das Amt Beetzsee besteht aus folgenden fünf amtsangehörigen Gemeinden:
- Beetzsee mit den Ortsteilen Brielow und Radewege sowie den Wohnplätzen Brielow Ausbau und Radewege Siedlung
- Beetzseeheide mit den Ortsteilen Butzow, Gortz und Ketzür
- Havelsee (Stadt) mit den Ortsteilen Briest, Fohrde (mit dem Wohnplatz Rote Ziegelei), Hohenferchesar (mit dem Wohnplatz Bruderhof), Marzahne und Pritzerbe (mit dem Wohnplatz Heidehof) sowie den Gemeindeteilen Kützkow, Seelensdorf und Tieckow und den Wohnplätzen Kaltenhausen, Kolonie Tieckow und Krahnepuhl
- Päwesin mit den Ortsteilen Bagow (mit dem Vorwerk Vogelgesang), Bollmannsruh und Riewend
- Roskow mit den Ortsteilen Lünow, Roskow und Weseram sowie dem Gemeindeteil Grabow

## Geschichte

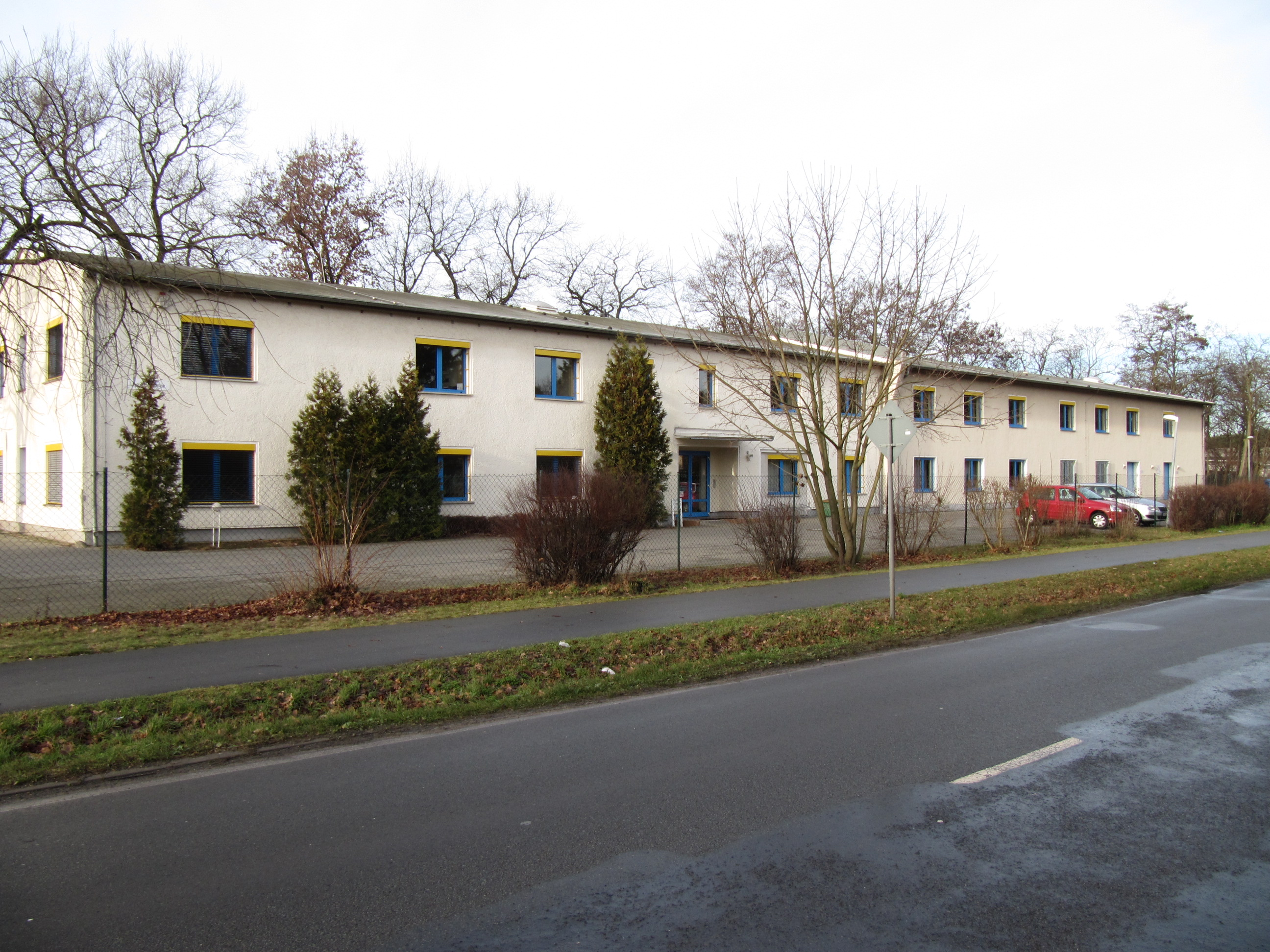
Verwaltung von Gemeinde und Amt Beetzsee in Brielow Ausbau

Am 7. April 1992 und mit Wirkung vom 6. Mai 1992 erteilte der Minister des Innern seine Zustimmung zur Bildung des Amtes Beetzsee. Der Sitz des Amtes war in Butzow. Es bestand damals aus folgenden Gemeinden:
1. Brielow
2. Briest
3. Butzow
4. Forde
5. Gortz
6. Hohenferchesar
7. Ketzür
8. Klein Kreutz
9. Lünow
10. Marzahne
11. Päwesin
12. Radewege
13. Roskow
14. Weseram
15. Stadt Pritzerbe

Das Ministerium des Innern genehmigte mit Wirkung zum 1. Februar 2002 die Bildung der neuen Gemeinde Beetzsee aus den Gemeinden Brielow, Marzahne und Radewege, die Bildung der neuen Gemeinde Beetzseeheide aus den Gemeinden Butzow, Gortz und Ketzür, die Bildung einer neuen Gemeinde Roskow aus den Gemeinden Lünow, Roskow und Weseram sowie die Bildung der neuen Stadt Havelsee aus den Gemeinden Briest, Fohrde, Hohenferchesar und der Stadt Pritzerbe. Damit bestand das Amt Beetzsee nur noch aus fünf Gemeinden. Am 13. Februar 2004 hat der Minister des Innern die Genehmigung zur Verlegung des Amtssitzes vom Ortsteil Butzow der Gemeinde Beetzseeheide in den Ortsteil Brielow der Gemeinde Beetzsee genehmigt. Die Änderung des Sitzes des Amtes trat am 4. März 2004, dem Tag nach der öffentlichen Bekanntmachung der Änderung im Amtsblatt für Brandenburg, in Kraft.

## Bevölkerungsentwicklung
| Jahr | Einwohner |
| ---- | --------- |
| 1992 | 6 747     |
| 1995 | 7 296     |
| 2000 | 8 892     |
| 2005 | 8 666     |
| 2010 | 8 473     |
| 2015 | 8 141     |

| Jahr | Einwohner |
| ---- | --------- |
| 2020 | 8 295     |
| 2021 | 8 317     |
| 2022 | 8 380     |
| 2023 | 8 375     |
| 2024 | 8 364     |

Gebietsstand des jeweiligen Jahres, Einwohnerzahl: Stand 31. Dezember, ab 2011 auf Basis des Zensus 2011, ab 2022 auf Basis des Zensus 2022

## Politik

### Amtsdirektoren
- 1992–1999: Ute Seeger
- 1999–2007: Jürgen Zimmermann
- 2007–2015: Simone Hein
- seit 2015: Guido Müller

Müller wurde 2015 vom Amtsausschuss für eine Amtsdauer von acht Jahren gewählt. Er trat sein Amt am 1. Juli 2015 an.

### Dienstsiegel
Das Dienstsiegel zeigt das Landeswappen von Brandenburg mit der Umschrift: „AMT BEETZSEE • LANDKREIS POTSDAM-MITTELMARK“.